# Misato, Kumamoto

Misato (美里町 Misato-machi?) este un oraș în Japonia, în districtul Shimomashiki al prefecturii Kumamoto.